# Acherontiella variabilis
Acherontiella variabilis is een springstaartensoort uit de familie van de Hypogastruridae. De wetenschappelijke naam van de soort is voor het eerst geldig gepubliceerd in 1948 door Delamare.